# Френдшип (Оклахома)
Френдшип (енгл. Friendship) град је у америчкој савезној држави Оклахома.

## Демографија
По попису из 2010. године број становника је 24.
| Група             | 2000.    | 2010.      |
| Белци             | 0 (0,0%) | 23 (95,8%) |
| Афроамериканци    | 0 (0,0%) | 0 (0,0%)   |
| Азијати           | 0 (0,0%) | 1 (4,2%)   |
| Хиспаноамериканци | 0 (0,0%) | 0 (0,0%)   |
| Укупно            | 0        | 24         |